# Senecio johnstonii
Senecio johnstonii là một loài thực vật có hoa trong họ Cúc. Loài này được Oliv. miêu tả khoa học đầu tiên.